# Jean-Paul Jaud
Pour les articles homonymes, voir Jaud.
Jean-Paul Jaud, né le 6 juin 1946 à Étaules (Charente-Maritime), est un réalisateur de télévision et de documentaires français.
Il est notamment connu pour avoir été le réalisateur des premières retransmissions de football en direct sur Canal +, ainsi que pour avoir introduit les caméras Superloupe lors des matchs.
Il soutient Yannick Jadot pour la primaire présidentielle écologiste de 2016.

## Filmographie
- 1979 : N° 7, Dominique Rocheteau (court-métrage)
- Quatre saisons pour un festin
- Les quarts saisons d'Yquem
- 2008 : Nos enfants nous accuseront
- Severn, la voix de nos enfants
- 2012 : Tous cobayes ?
- Libres !